# Madona Svatotomská
Obraz Madony Svatotomské (též Tomské či Brněnské), zvaný Palladium města Brna, pochází z kostela sv. Tomáše v Brně. Jde o starobylou, pravděpodobně raně gotickou ikonu, namalovanou latinským kopistou podle vzoru italo-byzantské Hodegetrie, tzn. Matku Boží, která nabízí dítě-Ježíše k adoraci.

## Vzory
Originální předloha se nedochovala. K nejstarším vzorům patří celá postava stojící Hodegetrie na mozaice v apsidě katedrály v Torcellu ze 12. století a poloviční postava na deskovém obrazu z katedrály v Lucce, dílo malíře Berlinghieriho z doby kolem roku 1230. Další kopie obrazu vznikly v Levantě pro účastníky křížových výprav, například stranově obrácená ikona z kláštera sv. Kateřiny na Sinaji, či v Benátkách a v Toskánsku ve 2.–3. třetině 13. století. Např. Duccio di Buoninsegna namaloval kopii pro katedrálu v Sieně mezi léty 1285–1295. Z pravoslavných obrazů kolem roku 1300 nebo později vznikla ikona Trojeručica v klášteře Chilandar na hoře Athos, dále Smolenská a Tikvinská madona. Mladší je Madona Čenstochovská (Čenstochová), zvaná Palladium Polska.

## Historie
Podle legendy jde o jednu ze tří ikon, které namaloval apoštol svatý Lukáš (tzv. Svatolukášské Madony), k níž mu modelem seděla Panna Marie s Ježíškem. Ikonu uctívanou v Jeruzalémě ze Svaté země do Konstantinopole přivezla snad římská císařovna Helena, případně byzantská císařovna Aelia Eudokia. Císař Konstantin měl darovat obraz milánskému biskupovi Eustorgiovi, který ho uložil roku 326 v kostele nedaleko Milána. Později byl přemístěn do kostela sv. Eustorgia v Miláně. Odtud ho při plenění města někdy mezi lety 1158–1162 jako válečnou kořist odvezl císař Fridrich I. Barbarossa spolu s ostatky sv. Tří králů do Kolína nad Rýnem. Od něj ikonu za opakovanou vojenskou pomoc dostal český král Vladislav II., který ji spolu s nohou mosazného tzv. Milánského svícnu uložil v královské klenotnici baziliky sv. Víta v Praze.
Podle historiků však pochází z 13. či z počátku 14. století.
Roku 1350 markrabě Jan Jindřich, bratr císaře Karla IV., založil v Brně klášter augustiniánů-eremitů s rodovým pohřebištěm markrabat. Karel IV. mu měl roku 1356 daroval onen obraz. Poté byla pro Madonu vystavěna zvláštní kaple, honosně přestavěná v polovině 17. století. Mezi lety 1401–1402 byla do spony na prsou Panny Marie vsazena relikvie ze závoje Panny Marie, potřísněného Kristovou krví.
Ikoně bylo již od 14. století přičítáno mnoho zázraků, mezi jinými záchrana Brna při obléhání Švédy roku v roce 1645, ochrana před morovou epidemií roku 1713, před obléháním Brna pruskými a saskými vojsky během války o rakouské dědictví roku 1743 a mnoho uzdravení, jež jsou popsána v latinských spisech Gemma Moraviae a Conchylium marianum z roku 1736. Madona byla proto nazývána Divotvůrkyně, řecky Thaumaturga.
V letech 1735–1736 dal převor brněnských augustiniánů Ondřej Zirkl obraz vsadit do stříbrného rámu a vyzdvihnout na nový stříbrný oltář, který vytvořili v Augsburgu stříbrník Johann Georg Herkomer a jeho bratr sochař Johann Jakob Herkomer mladší. Při ceremoniálu papežské korunovace dne 10. května 1736 obraz zlatými korunkami slavnostně korunoval olomoucký biskup a kardinál Wolfgang Hannibal von Schrattenbach jako třetí mariánskou ikonu v českých zemích. Za josefinských reforem roku 1783 byli augustiniáni nuceni přemístit svůj klášter i s Madonou do kostela Nanebevzetí Panny Marie zrušeného kláštera cisterciaček na Starém Brně, kde je zázračná madona uctívána dodnes na hlavním oltáři.
Panně Marii Svatotomské byla zasvěcena 4. kaple Svaté cesty z Prahy do Staré Boleslavi. Kaple byly vystavěny v letech 1674–1690, v horním rohu výklenku bylo jméno stavebníka a jeho erb. Donátorem této kaple byl moravský hejtman František Karel Libštejnský z Kolovrat.

## Popis
Obraz (ikona) představuje polofiguru Panny Marie v tmavě modrém plášti (peplum) s pokrytou hlavou (maforium), s desénem ze zlatých pruhů a z rovnoramenných zlatých křížků. Na krku má vsazenou kosočtverečnou sponu s relikvií v zasklené schránce s popiskou na pergamenovém pásku. Madona gestem pravé ruky věřícím „ukazuje cestu“, upozorňuje na Ježíška, respektive pobízí nás k jeho uctívání. Na levé paži drží Ježíška v podobě vzrostlého dítěte, oblečeného do dlouhé zřasené tuniky. Ježíšek pravou rukou žehná a v levici drží svitek textu (zákon – logos). V horních rozích obrazu jsou vytlačeny řecké zkratky slov MP Matka Boží (Mater theotokos). Obraz vznikl kopírováním starší předlohy, pravděpodobně ve 2. třetině 13. století nebo až po roce 1261; je namalovaný temperou na dřevěné desce, kterou tvoří tři prkna, dvě lipová a jedno topolové, spojená svlaky. Pozadí obrazu má křídový podklad, bylo zlacené a svatozáře ryté.

## Opravy

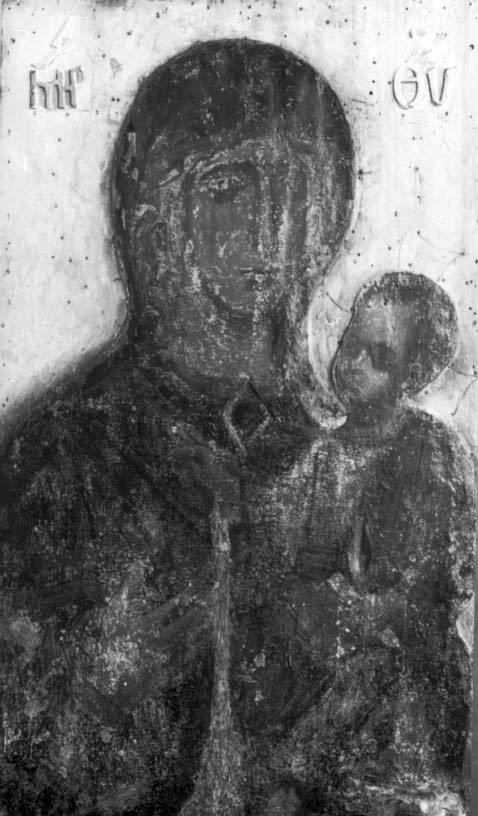
Stav před restaurováním, které provedla Hedvika Böhmová mezi lety 1945–1946.

Obraz byl v minulosti vícekrát opravován, přemalován, pozadí bylo již v gotické době překryto stříbrným či zlatým příkrovem a do svatozáře Madony vsazeno 12 hvězd. Tato výzdoba byla uloupena za třicetileté války. Dřevěný rám byl do barokního stříbrného druhotně oříznut. Dnešní rozměry obrazu jsou 86×50 cm, původní zlaté korunky madony a Ježíška byly v 19. století nahrazeny kopiemi z pozlacené mědi s barevnými skleněnými kameny, a na rám zavěšen zlatý náhrdelník. K opravám došlo například k papežské korunovaci roku 1736 nebo ke stému výročí korunovace roku 1836. Přemalby a příkrov byly sňaty při restaurování roku 1946 (Hedvika Böhmová). Celý stříbrný oltář prošel generální opravou v brněnské firmě S:Lucas v letech 2009–2010.

#### Prameny
- Conchylium Marianum: vetustissimae ac venustissimae Gemae Moraviae. Seu tractatus, ... Reginae Mariae in antiquissima et thaumaturga sua imagine a divo Luca Evangelista depictae,... Brno 1736.
- Gemma Moraviae: Gemma Moraviae Thaumaturga Brunensis Pennicillo Divi Lucae Evangelistae delineata Brunae Moravorum ad S. Thomam Apostol. a Saeculis recondita ... J.M. Swoboda Brno 1736.